# Beatrice Parrocchiale
Beatrice Paola Parrocchiale (ur. 26 grudnia 1995 w Mediolanie) – włoska siatkarka, reprezentantka kraju, grająca na pozycji libero.
Swoje pierwsze powołanie do reprezentacji Włoch otrzymała w 2015 roku.
Jej chłopakiem jest siatkarz Francesco Recine.

## Sukcesy klubowe
Puchar CEV:
- 2021[8]

Liga włoska:
- 2022[9], 2023[10], 2024[11]

Liga Mistrzyń:
- 2025[12]

## Sukcesy reprezentacyjne
Mistrzostwa Świata Juniorek:
- 4. miejsce 2013

Grand Prix:
- 2017

Volley Masters Montreux:
- 2018
- 2019

Mistrzostwa Świata:
- 2018

Mistrzostwa Europy:
- 2021
- 2019